# DN1G
DN1G este un drum național din România, care leagă orașele Huedin și Jibou. Drumul se termină de fapt în dreptul localitații Tihău, la 6 km distanță de Jibou, în DN1H.